# Lignano Sabbiadoro
Lignano Sabbiadoro este un oraș în provincia Udine, în regiunea Friuli-Venezia Giulia din nordul Italiei.

## Demografie
Lignano Sabbiadoro - evoluția demografică

|  | Graficele sunt indisponibile din cauza unor probleme tehnice. Mai multe informații se găsesc la Phabricator și la wiki-ul MediaWiki. |

Date: Recensăminte sau birourile de statistică - grafică realizată de Wikipedia